# Bomben på Stockholms stadion 1997
Bomben på Stockholms stadion 1997 exploderade på Stockholms stadion den 7 augusti 1997. Det skedde i samband med ansökningarna om att få anordna olympiska sommarspelen 2004, och organisationen "Vi som byggde Sverige" tog på sig ansvaret. De menade att Stockholm borde dra tillbaka sin OS-ansökan. Samma grupp framförde även ett bombhot mot Nordstan i Göteborg 1996.[källa behövs]
Vid omröstningen i Lausanne i Schweiz den 5 september 1997 utsågs Aten till arrangörsort. Samma dag[källa behövs] grep svensk polis 26-årige Mats Hinze på Millesgården på Lidingö vid statyn "Människan och Pegasus", misstänkt för attentat mot flera sportanläggningar i Sverige under 1997. Hinze beskrevs som en "högerextrem drogliberal som ville avskaffa staten".